# (33954) 2000 ND
2000 أن دي (ويعرف أيضًا باسم (33954) 2000 أن دي وفق تسمية الكوكب الصغير) (بالإنجليزية: 2000 ND)‏ هو كويكب ضمن حزام الكويكبات؛ وترتيبه 33954 من حيث الاكتشاف.
اكتُشف هذا الجُرم الفلكي بواسطة Paul G. Comba ‏ في 1 يوليو 2000.

## وصلات خارجية
- (33954) 2000 ND في قاعدة بيانات مختبر الدفع النفاث لأجرام النظام الشمسي الصغيرة

- الاكتشاف · مخطط المدار ·  العناصر المدارية · المعلمات المادية

- (33954) 2000 ND على موقع ويكي سكاي: DSS2, SDSS, GALEX, IRAS, Hydrogen α, X-Ray, Astrophoto, Sky Map, Articles and images